# Alexandra Skotchilenko
Alexandra Iourievna Skotchilenko (en russe : Александра Юрьевна Скочиленко), aussi connue sous le nom de Sacha Skotchilenko, née le 13 septembre 1990 à Leningrad, est une musicienne et artiste russe, opposante politique à Vladimir Poutine, connue pour son opposition à la guerre en Ukraine. Elle a été condamnée en 2023 à 7 ans de prison ferme et incarcérée.

## Biographie

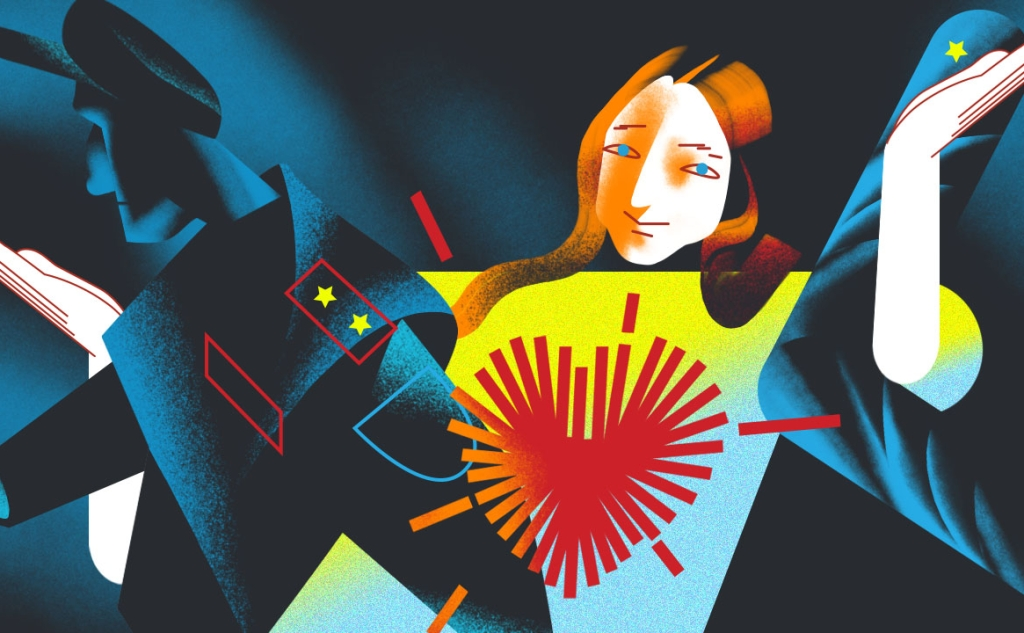
Représentation de Sasha Skochilenko lors d'une audience au tribunal.

Alexandra Skotchilenko est née le 13 septembre 1990 à Leningrad, en Union soviétique, aujourd'hui Saint-Pétersbourg, en Russie.
Skotchilenko est une ancienne élève du College Smolny (en), le département des arts et des sciences de l'université d'État de Saint-Pétersbourg.
Elle est l'une des premières Russes à s'engager en faveur du traitement des maladies mentales en Russie, et publie un livre de référence sur ce sujet, en 2014, intitulé « Livre sur la dépression ».
Après avoir participé à une manifestation contre la guerre le 24 février 2022, Alexandra Skotchilenko est condamnée à une amende de 30 000 roubles.
Le 31 mars, Alexandra Skotchilenko est arrêtée pour « avoir mis des fragments de papier à la place d'étiquettes de prix, contenant sciemment de fausses informations sur l'utilisation des forces armées russes » dans un supermarché de Perekrestok. Les messages qui lui sont attribués comprenaient des informations sur la frappe aérienne du théâtre de Marioupol le 16 mars indiquant que « l'armée russe a bombardé une école d'art à Marioupol où environ 400 personnes se cachaient des bombardements », une action présentée par la justice russe comme motivée par la « haine politique envers la Russie ».
Sa captivité est médiatisée par Amnesty International, qui s'engage à ses côtés pour la défendre et mobilise les acteurs internationaux en vue d'obtenir sa libération.
En vertu des lois russes sur les fausses informations, elle risquait une peine pouvant aller jusqu'à 15 ans d'emprisonnement . Le 16 novembre 2023, elle a été condamnée par un tribunal de Saint-Pétersbourg à sept ans d'emprisonnement pour avoir remplacé les étiquettes de prix des supermarchés par des slogans anti-guerre en 2022. 
Elle est libérée le 1er août 2024 dans le cadre d'un échange de prisonniers entre la Russie et l'Occident,.